# Döhler
A Döhler é uma empresa têxtil que está entre as principais fabricantes brasileiras de cama, mesa e banho. Localizada em Joinville, Santa Catarina.

## História
A empresa tem 140 anos de história e foi  iniciada pelo imigrante alemão Carl Göttlieb Döhler, em 1881. Atualmente, a empresa possui três mil colaboradores e um parque industrial de 200 mil m² de área construída, que produz itens de cama, mesa, banho, decoração, artesanato e hotelaria. Cerca de 90% de sua fabricação é destinada ao mercado interno.
A Döhler é referência em projetos ambientais e coleciona certificados e prêmios na área. É a primeira empresa de Joinville e terceira de Santa Catarina a conquistar a ISO 14001. Também possui, desde 1997, a ISO 9001. Recebeu o 1º Prêmio da Confederação Nacional das Indústrias (CNI), em 1997, o 4º Prêmio Expressão de Ecologia, em 1996, e o certificado Öeko-Tex, o selo verde que assegura que os produtos da empresa não causam danos à saúde do consumidor.
No campo social, além dos projetos dedicados aos seus colaboradores, a Döhler realiza o evento itinerante de relacionamento com consumidores e lojistas; o Momento Döhler. A ação incentiva a doação de alimentos e itens de necessidade a instituições locais e conta com a participação de professoras de artesanato das cidades que recebem as oficinas de artesanato. O Momento Döhler conquistou o Prêmio Empresa Cidadã 2013, promovido pela Associação dos Dirigentes de Vendas e Marketing do Brasil em Santa Catarina (ADVB/SC) que, há quinze anos, reconhece projetos de empresas e instituições catarinenses relacionados às áreas de Preservação Ambiental, Participação Comunitária e Desenvolvimento Cultural. Além do Momento Döhler, a empresa, desde 2009, apoia grupos de dança de Joinville, que se apresentam anualmente no Festival de Dança de Joinville e em festivais nacionais.
Após uma mudança de posicionamento de mercado, em 2008, a empresa se voltou ao mercado interno. Se antes quase 60% de sua produção era exportada, atualmente esse número não passa de 8% do faturamento. A Döhler exporta basicamente para a América do Sul e América do Norte. Nos Estados Unidos, mantém a Döhler USA, com centro de distribuição em Miami.
Produtos licenciados
- Barbie
- Batman
- Carros
- Cinderella
- Frozen
- Galinha Pintadinha
- Hello Kitty
- Hot Wheels
- Lol
- Marie Kidsf
- Mickey e Minnie
- Moranguinho
- Mundo Bita
- Patrulha Canina
- Princesa Sofia
- Superman
- Toy Storie